# Yordi Teijsse
Yordi Teijsse (* 19. Juli 1992 in Amsterdam) ist ein niederländischer Fußballspieler. Er steht beim FC Dundee unter Vertrag und ist an den Wuppertaler SV verliehen. Sein Zwillingsbruder Kenny Teijsse ist ebenfalls Fußballprofi.

## Karriere
Yordi Teijsse spielte in seiner Jugend beim Almere City FC und RKSV Pancratius. In der Saison 2013/14 stand er bei VV Ter Leede in der niederländischen Topklasse, der dritthöchsten Spielklasse, unter Vertrag. Ab dem Jahr 2014 stand er für zwei Jahre im Kader der Quick Boys in der Hoofdklasse und erzielte in 40 Saisonspielen 37 Tore. Im Mai 2016 wechselte er zum schottischen Erstligisten FC Dundee. In der Winterpause 2016/17 wurde er bis Saisonende an den Wuppertaler SV ausgeliehen, danach kehrte er nach Dundee zurück.